# Caracal caracal schmitzi
Caracal caracal schmitzi es una subespecie de  mamíferos carnívoros  de la familia Felidae.

## Distribución geográfica
Se encuentra desde Arabia hasta el centro de la India.